# John Lone
John Lone (em Chinês: 尊龍; em pinyin: Zūn Lóng; Hong Kong, 13 de outubro de 1952) é um ator chinês, radicado nos Estados Unidos. Lone é mais conhecido por suas atuações nos filmes Iceman (1984), Year of the Dragon (1985), The Last Emperor (1987), M. Butterfly (1993) e Rush Hour 2 (2002).